# 韮山郷土史料館
韮山郷土史料館（にらやまきょうどしりょうかん）は、静岡県伊豆の国市にあった郷土史料館である。江川邸に隣接して建てられていた。
付近一帯で発掘調査が行われた山木遺跡の遺物の収蔵のために1966年に韮山町によって「韮山町立郷土史料館」として建設された。2005年（平成17年）に市町村合併により「伊豆の国市韮山郷土史料館」に名称を変更した。2007年の耐震診断で基礎部分の耐震性が不足していることが明らかになり、2017年5月末で閉館した。所蔵品は市立中央図書館（同市田京）に移して展示している。

## 閉館前の展示室等
- 1階
  - 山木遺跡展示室 - 山木遺跡の主な出土品を展示。（弥生時代～古墳時代前まで）
  - 企画展示室 - 年に二回の企画展示を実施。
- 2階
  - 常設展示室 - 伊豆の国市内の歴史を遺跡出土品などを中心に展示。
  - 収蔵庫 - 山木遺跡出土木製品を中心に収蔵。

## 閉館前の活動
付近に韮山城・江川邸・反射炉などがあり、近隣市町村の小学校の遠足・校外学習に利用されていた。小学校の申し込みにより、火起こし体験などをすることができた。